# 工藤静香 1997 DRESS CONCERT TOUR
『工藤静香 1997 DRESS CONCERT TOUR』（くどうしずか ナインティーンナインティセブン ドレス コンサートツアー）は、工藤静香通算8枚目のライブ・ビデオ。1997年7月18日発売。発売元はポニーキャニオン。規格品番：PCVP-52144（VHS）。2007年9月19日にDVD化された。

## 解説
NHKホールで開催された公演を収録した映像作品。スタジオ・アルバム『DRESS』（1997/4/29発売、PCCA-01084）を引下げて行われたコンサート・ツアーとなる。
本ビデオのラストに、石橋貴明（とんねるず）がスペシャル・ゲストとして登場し、工藤と組んだ限定音楽ユニット「Little Kiss」のステージ・パフォーマンスがボーナス・トラック的に収録された。ミュージック・ビデオは、シングルビデオとして同年3月21日に発売されている。 
リリース当時の近況としては、シャ乱Qのベーシスト・はたけ作曲による「Blue Velvet」がロング・ヒットしていた。本コンサート・ツアー開催時はまだCD発売前であったが、新曲としていち早く披露されている（歌唱映像収録）。尚、同曲はオリコンのカラオケ・ヒットチャートで第1位を獲得している。またこの頃、憧れていたというマライア・キャリーとテレビ共演をした。 
VHS・LD（PCLP-00650）のほか、2007年9月19日にはソロ・デビュー20周年を記念し、それまでに発表された全ライブ・ビデオを収納したDVD-BOX『Shizuka Kudo THE LIVE DVD COMPLETE BOX』（PCBP-51826）がリリースされ、本作品も初めてDVD化された。

## 収録曲
1. prologue
2. 赤いドレス
  - 曲目そのままに、深紅の赤いドレスで登場する。
3. 7
4. Poison Kiss
5. 抱いてくれたらいいのに
6. 硝子のサンクチュアリ
7. メロディ
  - 日本テレビ系TVドラマ『恋愛前夜〜いちどだけ〜』エンディング・テーマ。
8. Ice Rain
9. Moon Water
10. Blue Rose
  - カーテン越しの衣装替えシーンを経て、ダンサブルに登場する。
11. 銀の爪
12. 例えば
  - 歌詞を間違えてはにかむシーンがそのまま収録されている。
13. Blue Velvet
  - フジテレビ系TVアニメ『ドラゴンボールGT』エンディング・テーマ。
14. 証拠をみせて
  - 工藤自身が好んで歌う楽曲で、ソロ・デビュー20周年記念ライブ[2]でも披露された。
15. Jaguar Line
16. I'm nothing to you
17. おたより
18. 激情
  - フジテレビ系TVドラマ『ゆずれない夜』主題歌。
19. eternity
20. A.S.A.P.
  - 三貴・カメリアダイヤモンド コマーシャルソング。歌は、Little Kiss。

## 関連作品
- 静香 - M-14
- JOY - M-6
- Expose - M-10・15・16
- doing - M-3・7
- DRESS - M-2・4・11・12・17〜19
- ミレニアム・ベスト - M-3・5・8〜10・13・15・18
- Shizuka Kudo 20th Anniversary the Best - M-5・8・10・13・15・18

## 公演日程
|    | 月日    | 会場名                     |
| 1  | 4月12日 | 綾瀬市文化会館             |
| 2  | 4月14日 | サッポロファクトリーホール |
| 3  | 4月16日 | 広島アステールプラザ       |
| 4  | 4月18日 | 福岡市民会館               |
| 5  | 4月20日 | 新潟フェイズ               |
| 6  | 4月22日 | 大宮ソニックシティ         |
| 7  | 4月23日 | NHKホール                  |
| 8  | 4月25日 | 大阪フェスティバルホール   |
| 9  | 4月26日 | 名古屋市民会館             |
| 10 | 4月28日 | 宮城県民会館               |